# Droga wojewódzka 180
Die Droga wojewódzka 180 (DW 180) ist eine 45 Kilometer lange Droga wojewódzka (Woiwodschaftsstraße) in der polnischen Woiwodschaft Großpolen, die Piła über Trzcianka und Siedlisko mit der Droga wojewódzka 177 in Wieleń verbindet. Die Straße liegt im Powiat Pilski und im Powiat Strzelecko-Drezdenecki.

## Straßenverlauf
Woiwodschaft Großpolen, Powiat Pilski
- 00 km  Kreisverkehr, Piła (Schneidemühl) (DW 179, DW 188)
-  Plac Zwycięstwa, Marii Konopnickiej
-  Pocztowa
-  1 Maja, Józefa Piłsudskiego
-  Towarowa
-  Kwiatowa
- 01 km  Brücke (Viadukt) (Bahnstrecke Tczew–Küstrin-Kietz Grenze, Bahnstrecke Piła–Ustka, Bahnstrecke Piła Główna–Piła Północ)
-  Poznańska, Henryka Siemiradzkiego
-  Wysoka
-  Wiosny Ludów
-  Słoneczna, Karola Libelta
-  Ludwika Rydygiera

Woiwodschaft Großpolen, Powiat Strzelecko-Drezdenecki
-  Stobno (Stöwen)
-  Brücke (Krępica)
-  Brücke (Wrzącką Tonią)
-  Empfangsgebäude (Biała Pilska)
-  Trzcianka (Schönlanke)
- 22 km  Brücke (Bahnstrecke Tczew–Küstrin-Kietz Grenze)
-  Stanisława Konarskiego, Wiosny Ludów
-  Powstańców Wielkopolskich, Wiosny Ludów
-  Ogrodowa, Wiosny Ludów
-  Mikołaja Kopernika, Wiosny Ludów
- 23 km  Kreisverkehr, Aleksandra Wizy (DW 178)
-  Maurycego Mochnackiego (DW 178)
-  Tadeusza Kościuszki
-  Fryderyka Chopina
- 24 km  Kreisverkehr, Solidarności (DW 178)
-  Plac Pocztowy 
-  Prosta
-  Kręta
-  Osiedle Joachima Lelewela
-  Gorzowska, Juliana Fałata
-  Juliana Fałata
-  Henryka Dąbrowskiego
-  Wieleńska
-  Wincentego Witosa
-  Jaworowa
-  Stefana Wyszyńskiego, Bukowa
-  Karola Wojtyły
- 32 km  Siedlisko (Stieglitz) (DW 153)
-  Przyłęki (Ivenbusch) (DW 117)
-  Brücke (Bukówką)
-  Brücke (Dzierżążną)
-  Kocień Wielki (DW 177)